# جيوفاني ألفيس دا سيلفا
جيوفاني ألفيس دا سيلفا (بالبرتغالية: Giovane Alves da Silva‏) (25 نوفمبر 1982 في البرازيل - ) هو لاعب كرة قدم برازيلي في مركز الهجوم. لعب مع نادي جنوب الصين ونادي سون هي ونادي أتلتيكو هيرمان أيشينجار ونادي إيسترن سبورتس وهونغ كونغ رينجرز ونادي بروسكه وClube Náutico Marcílio Dias ‏ وShaanxi Wuzhou F.C. ‏.

## وصلات خارجية
- جيوفاني ألفيس دا سيلفا على موقع قاعدة بيانات كرة القدم.إي يو (الإنجليزية)
- جيوفاني ألفيس دا سيلفا على موقع ناشيونال فوتبول تيمز (الإنجليزية)
- جيوفاني ألفيس دا سيلفا على موقع Soccerway.com (الإنجليزية)